# علي أكبر (أكاديمي)
علي أكبر (بالإنجليزية: Ali Akbar)‏ هو أكاديمي باكستاني وبنغلاديشي، ولد في 10 مارس 1950 في Bogra District ‏ في بنغلاديش.